# (99262) Bleustein
Pour les articles homonymes, voir Bleustein.
(99262) Bleustein est un astéroïde de la ceinture principale.

## Description
(99262) Bleustein est un astéroïde de la ceinture principale. Il fut découvert le 20 juillet 2001 au Creusot par Jean-Claude Merlin. Il présente une orbite caractérisée par un demi-grand axe de 3,10 UA, une excentricité de 0,08 et une inclinaison de 11,3° par rapport à l'écliptique.
Il est nommé d'après Marcel Bleustein-Blanchet.

## Compléments